# Lee Dorman
Pour les articles homonymes, voir Dorman.
Lee Dorman, né le 15 septembre 1942 à Saint-Louis et mort le 21 décembre 2012, est un bassiste américain.
Il rejoint le groupe Iron Butterfly en 1967 et participe notamment à l'enregistrement de la chanson In-A-Gadda-Da-Vida. Après la séparation du groupe, en 1971, il part fonder Captain Beyond avec Larry Reinhardt (ex-guitariste d'Iron Butterfly), Rod Evans (ex-chanteur de Deep Purple) et le batteur Bobby Caldwell.
La même année, il produit avec Mike Pinera le premier album du groupe de rock sudiste Black Oak Arkansas.
Après la séparation finale de Captain Beyond, fin 1977, il reforme Iron Butterfly. Le groupe, entièrement tourné vers la scène, connaît de fréquents changements de personnel.

## Discographie

### Avec Iron Butterfly
- 1968 : In-A-Gadda-Da-Vida
- 1969 : Ball
- 1969 : Live
- 1970 : Metamorphosis

### Avec Captain Beyond
- 1972 : Captain Beyond (en)
- 1973 : Sufficiently Breathless (en)
- 1977 : Dawn Explosion